# Charlie Schlatter
Charles Thomas Schlatter, detto Charlie (Englewood, 1º maggio 1966), è un attore e doppiatore statunitense.
Apparso in numerose serie televisive e film, è principalmente conosciuto per aver interpretato il Dott. Jesse Travis in cinque stagioni della serie Detective in corsia, con Dick Van Dyke, e per la commedia Scuola di polizia - Missione a Mosca (1994). Fin dai primi anni novanta è stato principalmente un doppiatore.

## Biografia

### Infanzia
Schlatter è nato a Englewood, nel New Jersey. Cresciuto a Fair Lawn, sempre nel New Jersey, ha iniziato a recitare alla Memorial Junior High School dove interpretò il ruolo di Oliver Twist.
Ha in seguito frequentato l'Ithaca College. In seguito ha conseguito un B.F.A. nel teatro musicale e divenne un abile musicista suonando la chitarra, la batteria e il piano. Ha anche iniziato a scrivere canzoni.

### Carriera d'attore
Schlatter è stato notato da un direttore del casting nel 1988 che gli ha chiesto di fare un provino per il film di Michael J. Fox Le mille luci di New York (Bright Lights, Big City) che lo ha portato alla sua prima apparizione cinematografica, come il fratello minore del personaggio di Fox.
Nel 1988 ha recitato in Heartbreak Hotel (diretto da Chris Columbus) dove il suo personaggio rapisce Elvis Presley nel tentativo di rendere sua madre (interpretata da Tuesday Weld) felice. Il suo ruolo più acclamato in un film americano è stato sempre nel 1988 nella commedia 18 Again!.
Nel 1989 ha recitato nel film australiano The Delinquents al fianco di Kylie Minogue. Nel 1990 è stato lanciato nel ruolo di protagonista nella sitcom Ferris Bueller della NBC. Nel 1992 ha interpretato il thriller Bersaglio di mezzanotte (Sunset Heat) con Michael Paré, Dennis Hopper e Adam Ant. Nel 1994 è apparso in Scuola di polizia: Missione a Mosca nel ruolo del cadetto Kyle Connors.
Dal 1996 ha interpretato il ruolo del Dott. Travis nella serie Un detective in corsia. Il suo personaggio è stato introdotto come un personaggio comico nella terza stagione dopo che il personaggio di Scott Baio si trasferì in Colorado e non tornò più. Schlatter è rimasto nello show per le seguenti cinque stagioni, fino a quando la serie è stata infine annullata nel 2001. Durante la serie ha anche iniziato a scrivere episodi, come ad esempio l'episodio della settima stagione intitolato Un posto tranquillo (A Resting Place).
Schlatter è stato inizialmente scelto come Philip J. Fry uno dei personaggi principali della serie animata Futurama, che ha debuttato nel 1999 ma, a causa di un cambiamento di cast, Billy West ha ottenuto il ruolo.
Nel 2014 è apparso come guest star nell'episodio intitolato Senza tetto (Shooter) dell'undicesima stagione della serie NCIS - Unità anticrimine, interpretando Lorin Davis. Nel 2015 è diventato il narratore del programma TV Top Funniest trasmesso da truTV a partire dalla stagione 3.

### Animazione
Dai primi anni '90 ha iniziato a fare il doppiatore per molti cartoni animati. Tra i suoi ruoli: Griff in Sonic; Flash nelle serie Superman: The Animated Series, The Batman, e Batman Unlimited; Kevin Levin in Ben 10; la voce del protagonista in Kick Chiapposky - Aspirante stuntman e tanti altri.

### Videogiochi
Schlatter è stato il doppiatore del Maggiore Raikov in Metal Gear Solid 3: Snake Eater, e la voce di Raiden nel cortometraggio Metal Gear Raiden: Snake Eraser. Inoltre ha interpretato il ruolo di Specter nel gioco Ape Escape 3. Nel 2012 ha interpretato il ruolo di Finn in Sorcery.
Per il videogioco EverQuest II, nel 2004, ha interpretato ben dodici personaggi diversi.
Più recentemente ha doppiato il personaggio di Robin e ripreso il suo ruolo come Flash in LEGO Batman 2: DC Super Heroes, Lego Batman: The Movie - DC Super Heroes Unite e LEGO Batman 3: Gotham e oltre. Ha anche prestato la sua voce in LEGO Dimensions.

### Vita privata
Nel 1992 ha conosciuto Colleen Gunderson, che lavorava come pubblicista, e si sono sposati il 7 maggio 1994. Vivono con i loro tre figli, Quinn Schlatter, Julia Marie Schlatter e Beck Frederick Schlatter in California.

## Filmografia parziale

### Cinema
- Le mille luci di New York (Bright Lights, Big City), regia di James Bridges (1988)
- 18 Again!, regia di Paul Flaherty (1988)
- Heartbreak Hotel, regia di Chris Columbus (1988)
- I delinquenti (The Delinquents), regia di Chris Thomson (1989)
- Trappola per un innocente (All-American Murder), regia di Anson Williams (1991)
- Bersaglio di mezzanotte (Sunset Heat), regia di John Nicolella (1992)
- Scuola di polizia - Missione a Mosca (Police Academy: Mission to Moscow), regia di Alan Metter (1994)
- Ed - Un campione per amico (Ed), regia di Bill Couturié (1996)
- Tom & Jerry e l'anello incantato (Tom and Jerry: The Magic Ring), regia di James T. Walker (2002) - voce
- White Rush, regia di Mark L. Lester (2003)
- Miss Cast Away (Miss Cast Away and the Island Girls), regia di Bryan Michael Stoller (2004)
- Out at the Wedding, regia di Lee Friedlander (2007)
- Resurrection Mary, regia di Sean Michael Beyer (2007)
- Un nuovo look per Pete (Fixing Pete), regia di Michael Grossman (2011)
- Treasures (2016)

### Televisione
- Ferris Bueller (1990-1991)
- Capitan Planet e i Planeteers (voce) (1991)
- Sonic (voce) (1993-1994)
- Due poliziotti a Palm Beach - serie TV (1994)
- Jumanji (voce) (1996)
- Un detective in corsia (Diagnosis: Murder) - serie TV (1996-2002)
- Le avventure di Superman (voce) (1997)
- Il tocco di un angelo (Touched by an Angel) - serie TV (1997-2002)
- I Soprano (The Sopranos) - serie TV (2000)
- I Rugrats (voce) (2001)
- Diagnosis Murder: Town Without Pity - film TV (2002)
- Diagnosis Murder: Without Warning - film TV (2002)
- Le avventure di Jackie Chan (voce Rocko) (2004)
- Alieni pazzeschi (voce Thomas Cadle) (2005-2015)
- Bratz (voce Cameron) (2005-2006)
- Action Man Atom (voce Hawk) (2005-2007)
- La libreria del mistero - serie TV (2006)
- Nome in codice: Kommando Nuovi Diavoli (voce Numbuh 20.000) (2006-2007)
- Ben 10 (voce Kevin Levin / Devlin Levin) (2006-2007)
- Kim Possible (voce Chino) (2007)
- Loonatics Unleashed (voce Ace Bunny) (2007)
- Winx Club - Il segreto del regno perduto (voce Timmy) (2007)
- The Batman (voce Flash) (2007-2008)
- Chowder - Scuola di cucina (voce) (2008)
- Due fantagenitori (voce vari personaggi) (2008-2009)
- Exit 19 (film TV) (Detective Van Sloan) (2009)
- R U There? (film TV) (Raker) (2010)
- Kick Chiapposky - Aspirante stuntman (voce Kick Chiapposky) (2010-2012)
- Winx Club (voce Timmy) (2013)
- Southland - serie TV (2013)
- NCIS - Unità anticrimine (NCIS) - serie TV, episodio 11x22 (2014)
- The Boondocks (voce) (2014)
- Transformers: Robots in Disguise (voce di Vertebreak) (2015)
- Professione spia (Harriet The Spy) (voce di Simon "Sport" Rocque) (2021)

## Doppiatori italiani
- Fabio Boccanera ne Le mille luci di New York, Un nuovo look per Pete
- Alessandro Quarta in Heartbreak Hotel
- Massimiliano Manfredi in Scuola di polizia - Missione a Mosca
- Alberto Bognanni in Resurrection Mary
- Francesco Bulckaen in Un detective in corsia
- Luigi Ferraro in NCIS - Unità anticrimine

Da doppiatore è sostituito da:
- Massimiliano Alto in Tom & Jerry e l'anello incantato
- Davide Garbolino in Alieni pazzeschi
- Massimo Di Benedetto in Bratz
- Oreste Baldini in Action man Atom
- Gianluca Crisafi in Ben 10
- Daniele Raffaeli in Loonatics Unleased
- Fabrizio De Flaviis in Kick Chiapposky - Aspirante stuntman
- Lorenzo Scattorin in Transformers: Robots in Disguise
- Giulio Brugnoni in Professione spia